# Кляйн-Куссевіц
Кляйн-Куссевіц (нім. Klein Kussewitz) — громада в Німеччині, розташована в землі Мекленбург-Передня Померанія. Входить до складу району Росток. Складова частина об'єднання громад Карбек.
Площа — 14,45 км2. Населення становить Невірний параметр metadata 13 072 054 ос. (станом на 31 грудня 2020).